# Прапор Новомосковського району
Пра́пор Новомоско́вського райо́ну затверджений 7 вересня 2007 р. рішенням № 11-10/V сесії Новомосковської районної ради.

## Опис
Прямокутне полотнище зі співвідношенням сторін 2:3 складається з двох горизонтальних рівновеликих смуг: верхньої малинової і нижньої зеленої, посередині — герб Новомосковського району з білою облямівкою, обрамлений жовтими колоссям пшениці, що оповите синьо-жовтою стрічкою, та оточений по колу 19-ма жовтими п'ятипроменевими зірками.
19 зірок на прапорі символізують 19 рад (1 міську, 4 селищні і 14 сільських), що входять до складу району.
Автори — Л. А. Грицків, В. В. Новіков, Д. Г. Науменко.
Комп'ютерна графіка — К. М. Богатов.